# باتريشيا كاربنتر
باتريشيا كاربنتر (بالإنجليزية: Patricia Carpenter)‏ هي منظرة موسيقى أمريكية، ولدت في 21 يناير 1923، وتوفيت في 8 يوليو 2000.